# U-Bahn-Station Hardeggasse
Hardeggasse is een metrostation in het district Donaustadt van de Oostenrijkse hoofdstad Wenen. Het station werd geopend op 2 oktober 2010 en wordt bediend door lijn U2.

## Geschiedenis
Op 26 januari 1968 werd besloten om een metronet in Wenen aan te leggen met drie lijnen.. De nadere uitwerking van het metronet, de U-Bahn-Netzvariante M uit 1970, omvatte een veel groter net met verlengingen die pas later zouden worden toegevoegd. Hierin zou de U3 langs het centrum van Stadlau naar Breitenlee lopen en was de U5 voorzien als lijn op de linkeroever tussen Floridsdorf en Grossenzersdorf. Station Hardeggasse kwam echter pas voor in het tracébesluit uit 1998 voor de oostelijke verlenging van de U2. Door in 1981 af te stappen van het concept van metrolijnen met vertakkingen moest het plan uit 1970 gewijzigd worden en werd de U2 en niet de U3 naar de linkeroever verlengd. De bouw van de oostelijke verlenging van de U2 begon in 2002 en het deeltraject Stadion – Aspernstraße, waaronder Hardeggasse, werd op 2 oktober 2010 geopend.  Ondanks dat de Weense gemeenteraad op 17 december 1999 had besloten om straatnamen aan de nieuwe spellingsregels voor het Duits aan te passen kreeg het station niet de naam  Hardegggasse zo als zou moeten. Zowel tijdens de planning en bouw als in de openbare informatiesystemen van de stad Wenen gebruikt Wiener Linien de naam Hardeggasse.

## Ligging en inrichting
Het viaductstation ligt op de oostgrens van het district Stadlau tussen de Hardegggasse en de Schickgasse aan de noordrand van het Stadlauer Friedhof. .Het eilandperron ligt onder een kap die over de sporen doorloopt. Aan de buitenzijde van de sporen is het station door glazen wanden beschermd tegen de weersomstandigheden. De stationshal ligt midden onder het perron en is zowel aan de noord- als de zuidzijde toegankelijk. Tussen hal en perron kunnen reizigers gebruikmaken van twee vaste trappen en een lift. Rond het station liggen vooral woonwijken.

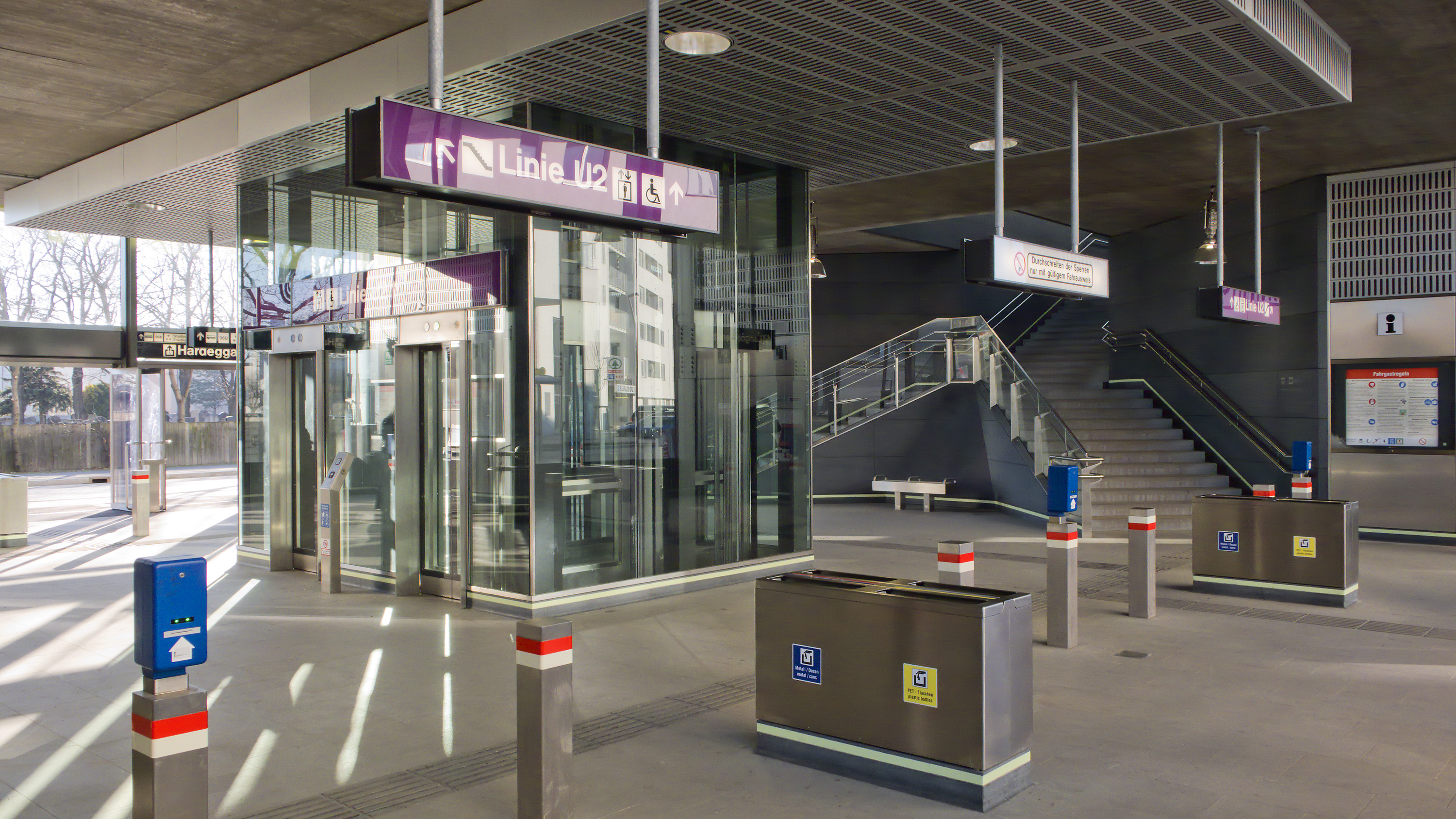
De stationshal.
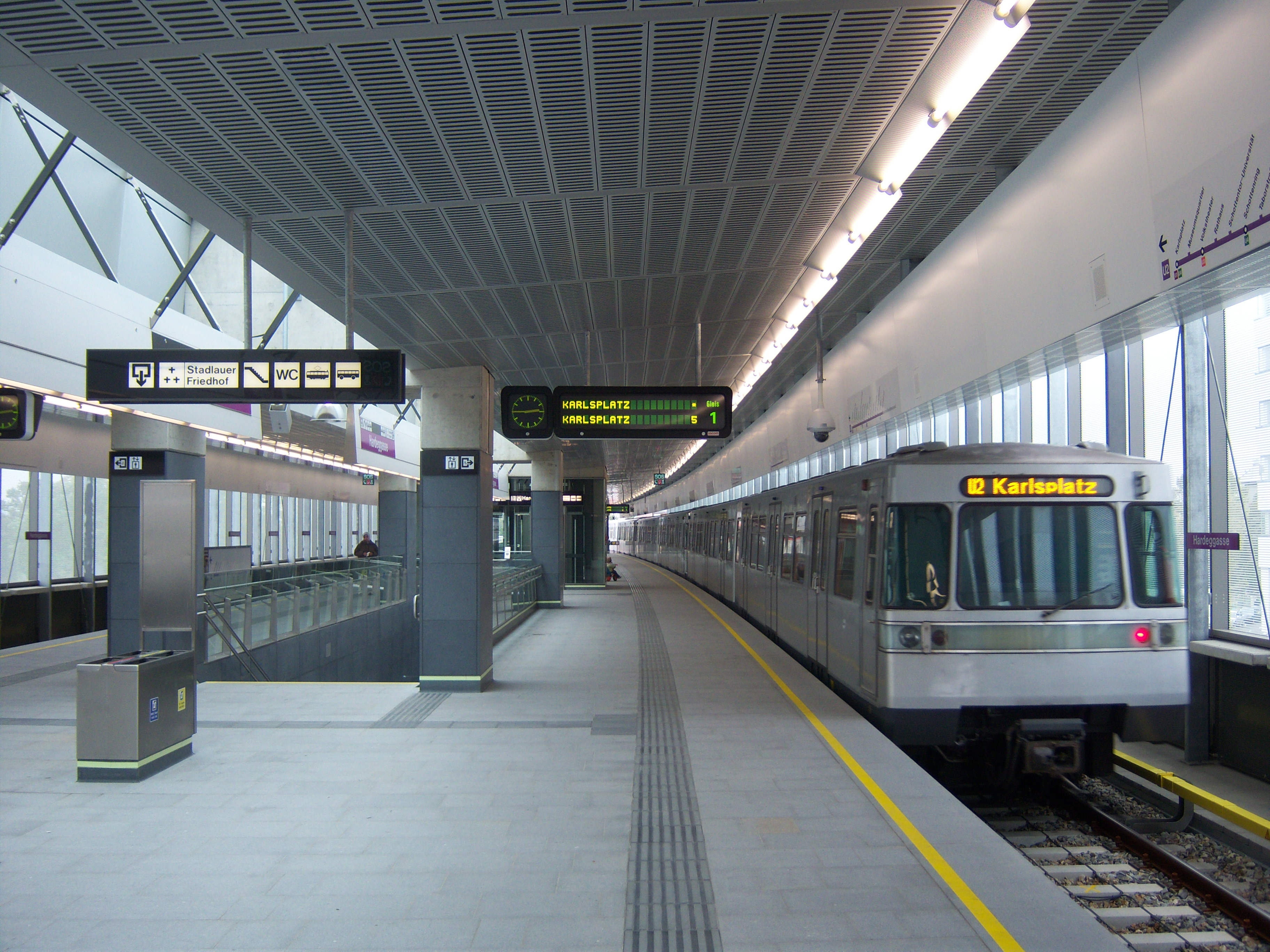
Een metrostel reeks U langs het perron op weg naar het centrum.